# Miss Ledyia
Miss Ledyia ou Miss Ledya é o primeiro filme de ficção galego que se conhece, rodado em 1916. Foi realizado por Xosé Gil y Gil, e escrito por Rafael López de Haro, e teve uma duração de vinte minutos. 

## Argumento
A história, muito influenciada pelos seriados cinematográficos de Louis Feuillade, narra a chegada da Miss Ledyia Katson e do seu tio milionário à Pontevedra desde os Estados Unidos, onde se estabelecem na ilha da Toxa. Lá encontram-se com os reis da Suábia de forma anónima, que estão ameaçados pela chegada dum anarquista que pretende realizar um atentado, uma clara referência ao atentado de Sarajevo, que desencadeou a Primeira Guerra Mundial. 

## Elenco
- Fefa Sandoval como Miss Ledyia
- Marina Fonseca como Márgara
- Petra Gaztambide
- Lola Quiñones
- Margarita Berbén como Miss Katia
- Clara Sobrino
- Fausto Otero como Rusquin
- Castelao como pastor protestante
- Víctor Cervera Mecadillo como Míster Katzon
- Isidoro Millán
- Félix Rojas
- Manuel Espárrago
- Antonio Blanco Porto como Carlos

## Produção
O filme foi rodado na ilha da Toxa, na estação balnear do rio Lérez no Monte Porreiro (Pontevedra), e na Caeira e Portosanto (Poio). Estreou-se no Teatro Principal de Pontevedra a 3 de março de 1916.
A única cópia existente do filme, esteve no Museu Provincial de Pontevedra até o ano de 1996, passando a ser entregue para a Cinemateca Espanhola. Atualmente está no Centro Galego das Artes da Imagem, que restaurou a cópia.